# Alfonsí
Van rebre el nom d'alfonsí diverses monedes medievals encunyades per reis que tenien el nom d'Alfons:
- Morabatí d'Alfons VIII de Castella.
- Peces de plata i de billó de l'infant Alfons el Benigne, abans de ser coronat, a la Sardenya tot just conquerida. Duien el nom de Jaume el Just.
- Altres monedes encunyades per Alfons el Benigne, ja rei, i els seus successors.
- Ducató d'or batut d'Alfons el Magnànim, emès a Gaeta i Nàpols.

Molt més tard, al segle xix, les peces d'or de 25 pessetes també reberen aquest nom per ser els temps d'Alfons XII.